# Pagwachuan River
Der Pagwachuan River ist ein rechter Nebenfluss des Kenogami River in der kanadischen Provinz Ontario.
Der Pagwachuan River hat seinen Ursprung 40 km östlich von Longlac im Pagwachuan Lake. Er verlässt diesen an dessen nordöstlichem Ende und fließt in überwiegend östlicher Richtung durch den Kanadischen Schild. Er nimmt den Osawin River von rechts auf. Nachdem der Ontario Highway 11 den Fluss kreuzt, wendet sich der Pagwachuan River nach Norden. Später dreht der Fluss nach Osten und schließlich nach Nordosten, bevor er in den Kenogami River mündet. Der Pagwachuan River hat eine Länge von etwa 170 km.